# Sportjahr 1987
Liste der Sportjahre

◄◄ | ◄ | 1983 | 1984 | 1985 | 1986 | Sportjahr 1987 | 1988 | 1989 | 1990 | 1991 | ► | ►►

Weitere Ereignisse · Fußballjahr

## American Football
- 11. Januar: John Elway gelingt The Drive.
- 25. Januar: Im Super Bowl XXI schlagen die New York Giants, im Rose Bowl Stadium in Pasadena, die Denver Broncos mit 39:20.
- 1. August – Denver Dynamite gewinnt den Arena Bowl I in Pittsburgh, Pennsylvania, gegen die Pittsburgh Gladiators mit 45:16.
- 23. August: Italien schlägt Deutschland bei der Europameisterschaft im Endspiel im Olympiastadion von Helsinki mit 24:22.
- 13. September – Die AFC gewinnt den Pro Bowl 1987 in Honolulu gegen die NFC mit 10:6.
- 11. Oktober: Im German Bowl IX schlagen die Berlin Adler, vor 14.000 Zuschauern in Berlin, die Badener Greifs mit 37:12 und feiern ihre erste deutsche Meisterschaft.

## Badminton
Höhepunkte des Badmintonjahres 1987 waren die Weltmeisterschaft, der Konica Cup und der Weltcup. 

### World Badminton Grand Prix
| Veranstaltung          | Herreneinzel           | Dameneinzel              | Herrendoppel                           | Damendoppel                         | Mixed                             |
| ---------------------- | ---------------------- | ------------------------ | -------------------------------------- | ----------------------------------- | --------------------------------- |
| Chinese Taipei Open    | Misbun Sidek           | Kirsten Larsen           | Liem Swie King Eddy Hartono            | Chung Myung-hee Hwang Hye-young     | Steen Fladberg Gillian Clark      |
| Japan Open             | Xiong Guobao           | Li Lingwei               | Liem Swie King Eddy Hartono            | Lin Ying Guan Weizhen               | Lee Deuk-choon Chung Myung-hee    |
| Dutch Open             | Poul-Erik Høyer Larsen | Sarwendah Kusumawardhani | Mark Christiansen Stefan Karlsson      | Christine Magnusson Maria Bengtsson | Stefan Karlsson Maria Bengtsson   |
| Poona Open             | Morten Frost           | Astrid van der Knaap     | Martin Dew Dipak Tailor                | Gillian Clark Gillian Gowers        | Martin Dew Gillian Gilks          |
| German Open            | Darren Hall            | Qian Ping                | Sawei Chanseorasmee Sakrapee Thongsari | Lin Ying Guan Weizhen               | Martin Dew Gillian Gilks          |
| Scandinavian Open      | Yang Yang              | Li Lingwei               | Li Yongbo Tian Bingyi                  | Lin Ying Guan Weizhen               | Stefan Karlsson Maria Bengtsson   |
| All England            | Morten Frost           | Kirsten Larsen           | Li Yongbo Tian Bingyi                  | Chung Myung-hee Hwang Hye-young     | Lee Deuk-choon Chung Myung-hee    |
| French Open            | Ib Frederiksen         | Kim Yun-ja               | Lee Deuk-choon Kim Moon-soo            | Chung Myung-hee Hwang Hye-young     | Park Joo-bong Kim Yun-ja          |
| Hong Kong Open         | Xiong Guobao           | Han Aiping               | Zhang Qiang Zhou Jincan                | Kim Yun-ja Chung So-young           | Billy Gilliland Gillian Gowers    |
| China Open             | Zhao Jianhua           | Li Lingwei               | Li Yongbo Tian Bingyi                  | Lin Ying Guan Weizhen               | Zhou Jincan Lin Ying              |
| Weltmeisterschaft      | Yang Yang              | Han Aiping               | Li Yongbo Tian Bingyi                  | Lin Ying Guan Weizhen               | Wang Pengren Shi Fangjing         |
| Thailand Open          | Zhao Jianhua           | Luo Yun                  | Li Yongbo Tian Bingyi                  | Lin Ying Guan Weizhen               | Peter Buch Grete Mogensen         |
| Malaysia Open          | Yang Yang              | Li Lingwei               | Jalani Sidek Razif Sidek               | Lin Ying Guan Weizhen               | Steen Fladberg Gillian Clark      |
| Indonesia Open         | Yang Yang              | Li Lingwei               | Liem Swie King Eddy Hartono            | Ivanna Lie Rosiana Tendean          | Jan Paulsen Gillian Gowers        |
| Carlton-Intersport-Cup | Sze Yu                 | Fiona Elliott            | Mark Christiansen Stefan Karlsson      | Fiona Elliott Sara Halsall          | Henrik Svarrer Dorte Kjær         |
| English Masters        | Morten Frost           | Kirsten Larsen           | Jalani Sidek Razif Sidek               | Dorte Kjær Nettie Nielsen           | Jesper Knudsen Nettie Nielsen     |
| Denmark Open           | Torben Carlsen         | Lee Young-suk            | Razif Sidek Jalani Sidek               | Atsuko Tokuda Yoshiko Tago          | Mark Christiansen Maria Bengtsson |
| Canadian Open          | Park Sung-bae          | Chun Sung-suk            | Lee Deuk-choon Lee Sang-bok            | Cho Young-suk Kim Jung-ja           | Andy Goode Gillian Gowers         |
| Scottish Open          | Jens Peter Nierhoff    | Fiona Elliott            | Jens Peter Nierhoff Michael Kjeldsen   | Gillian Gowers Helen Troke          | Thomas Lund Gitte Paulsen         |
| Grand Prix Finale      | Xiong Guobao           | Li Lingwei               | Li Yongbo Tian Bingyi                  | Lin Ying Guan Weizhen               | Stefan Karlsson Maria Bengtsson   |

## Cricket
- 8. November: Australien gewinnt den vierten Cricket World Cup in Indien und Pakistan, indem sie im Finale England mit 7 Runs besiegt.

## Leichtathletik
- 8. April – Ginka Sagortschewa, Bulgarien, lief die 100 Meter Hürden der Damen in 12,25 Sekunden.
- 30. April – Stefka Kostadinowa, Bulgarien, erreichte im Hochsprung der Damen 2,09 Meter.
- 3. Mai – Olga Krischtop, Ukraine ging im 10.000-Meter-Gehen der Damen in 43:22 Minuten.
- 5. Mai – Kerry Saxby, Australien ging im 10.000-Meter-Gehen der Damen in 42:52 Minuten.
- 3. Juni – Carlos Mercenario, Mexiko, ging im 20.000-Meter-Gehen der Herren in 1:19:24 Stunden.
- 7. Juni – Natalja Lissowskaja, Sowjetunion, stieß im Kugelstoßen der Damen 22,63 Meter.
- 17. Juni – Flora Hyacinth, ISV, erreichte im Dreisprung der Damen 13,73 Meter.
- 30. Juni – Patrik Sjöberg, Schweden, sprang im Hochsprung der Herren 2,42 Meter.
- 6. Juli – Sheila Hudson, USA, erreichte im Dreisprung der Damen 13,78 Meter.
- 21. Juli – Axel Noack, DDR, ging im 20.000-Meter-Gehen der Herren in 1:19:12 Stunden.
- 22. Juli – Saïd Aouita, Marokko, lief die 5000 Meter der Herren in 12:58,4 Minuten.
- 23. Juli – Serhij Bubka, Russland, erreichte im Stabhochsprung der Herren 6,03 Meter.
- 26. Juli – Sheila Hudson, USA, erreichte im Dreisprung der Damen 13,85 Meter.
- 29. Juli – Petra Felke, DDR, erreichte im Speerwurf der Damen 78,90 Meter.
- 31. Juli – Jan Železný, Tschechoslowakei, erreichte im Speerwurf der Herren 87,66 Meter.
- 8. August – Ginka Sagortschewa, Bulgarien, lief die 100 Meter Hürden der Damen in 12,25 Sekunden.
- 12. August – Alessandro Andrei, Italien, stieß im Kugelstoßen der Herren 22,91 Meter.
- 30. August – Stefka Kostadinowa, Bulgarien, sprang im Hochsprung der Damen 2,09 Meter.
- 11. Oktober – Li Huirong, China, sprang im Dreisprung der Damen 14,04 Meter.

## Tischtennis
- Tischtennisweltmeisterschaft 1987 18. Februar bis zum 1. März in Neu-Delhi (Indien)
- Länderspiele Deutschlands (Freundschaftsspiele)
  - 14. April: Rottweil: D. – China 2:5 (Herren)
  - 15. März: Hannover: D. – China 2:5 (Herren)
- Europaliga
  - 14. Januar: Bozen: D. – Italien 5:2 (Damen + Herren)
  - 30. Januar: Nördlingen: D. – Türkei 7:0 (Damen + Herren)
  - 25. März: Salzburg: D. – Österreich 7:0 (Damen + Herren)
  - 9. April: Würzburg: D. – England 6:1 (Damen + Herren)
  - 22. September: Hannover: D. – Polen 5:2 (Damen + Herren)
  - 14. Oktober: Skövde: D. – Schweden 5:2 (Damen + Herren)
  - 17. November: St. Ingbert: D. – Jugoslawien 3:4 (Damen + Herren)
  - 16. Dezember: Havlíčkův Brod: D. – ČSSR 4:3 (Damen + Herren)

## Motorradsport

### Formula TT
- Die Formula TT besteht 1987 aus sieben Rennen. Die TT-F2-Klasse wird nicht mehr ausgetragen.
- In der verbliebenen TT-F1-Klasse gewinnt der 35-jährige Italiener Virginio Ferrari auf Bimota den Titel. Zweiter wird der fünffache Weltmeister Nordire Joey Dunlop auf Honda, Dritter der Brite Paul Iddon auf Suzuki.

Details: Formula TT 1987

### Endurosport
- Die Nationalmannschaften der DDR gewinnen bei der 62. Internationalen Sechstagefahrt in Jelenia Góra die World-Trophy- und die Junior-World-Trophy-Wertung.
- Europameister werden Gianmarco Rossi (Klasse bis 80 cm³), Davide Trolli (Klasse bis 125 cm³), Dick Wicksell (Klasse bis 250 cm³), Svenerik Jönsson (Klasse bis 500 cm³), Joachim Sauer (Klasse bis 350 cm³ Viertakt) und Angelo Croci (Klasse über 500 cm³ Viertakt).

## Rugby

### Rugby League
- 22. April – Die RFL Championship endet. Gewinner ist Wigan.
- 2. Mai – Der Halifax RLFC gewinnt das Finale des Challenge Cups in London 19:18 gegen den St Helens RLFC.
- 27. September – Die Manly-Warringah Sea Eagles gewinnen das NSWRL Grand Final in Sydney 18:8 gegen die Canberra Raiders.
- 7. Oktober – Wigan gewinnt die World Club Challenge in Wigan 8:2 gegen die Manly-Warringah Sea Eagles.

### Rugby Union
- 4. April – Frankreich gewinnt die Five Nations.
- 2. Mai – Der RC Toulon gewinnt das Finale der Top 14 in Paris 15:12 gegen den Racing Club de France.
- 20. Juni – Neuseeland gewinnt das Finale der Rugby-Union-Weltmeisterschaft 1987 in Auckland 29:9 gegen Frankreich.
- Frankreich tritt dem International Rugby Football Board (IRFB, heute World Rugby) bei.
- Argentinien, Fidschi, Italien, Japan, Kanada, Rumänien, Tonga, die Vereinigten Staaten und Simbabwe werden vom International Rugby Football Board (IRFB, heute World Rugby) eingeladen an der ersten Rugby-Union-WM teilzunehmen, was mit ihrer vollen Mitgliedschaft einhergeht.

## Geboren

### Januar

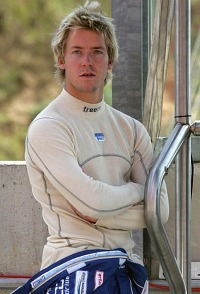
Sam Bird

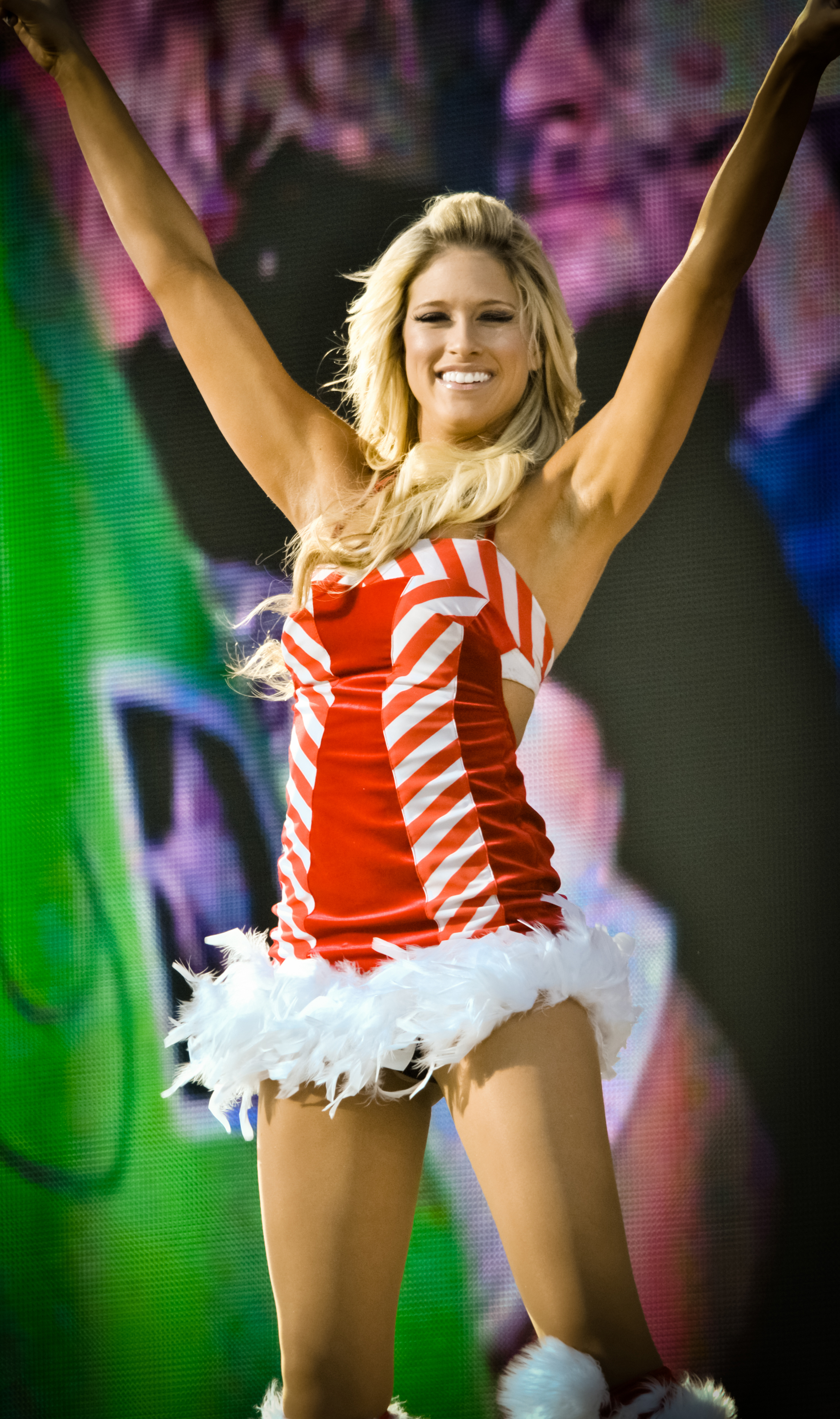
Barbara Jean Blank

- 02. Januar: Witali Anikejenko, russischer Eishockeyspieler († 2011)
- 02. Januar: Sören Halfar, deutscher Fußballspieler
- 02. Januar: Nađa Higl, serbische Schwimmerin
- 05. Januar: Christoph Heiniger, Schweizer Badmintonspieler
- 06. Januar: Muna Jabir Adam, sudanesische Hürdenläuferin
- 09. Januar: Sam Bird, britischer Automobilrennfahrer
- 09. Januar: Bradley Davies, walisischer Rugby-Union-Spieler
- 12. Januar: Nathan Doyle, englischer Fußballspieler
- 12. Januar: Kirati Keawsombat, thailändischer Fußballspieler
- 12. Januar: Nikita Khartchenkov, deutscher Basketballspieler
- 12. Januar: Mychajlo Krywtschykow, ukrainischer Handballspieler
- 12. Januar: Maarija Mikiver, estnische Fußballspielerin
- 12. Januar: Edoardo Mortara, italienischer Automobilrennfahrer
- 12. Januar: Iván Nova, dominikanischer Baseballspieler
- 12. Januar: Salvatore Sirigu, italienischer Fußballspieler
- 12. Januar: Kris Sparre, kanadischer Eishockeyspieler
- 13. Januar: Daniel Oss, italienischer Radrennfahrer
- 13. Januar: Radosław Wojtaszek, polnischer Schachspieler
- 14. Januar: Dilhani Lekamge, sri-lankische Leichtathletin
- 15. Januar: Cafercan Aksu, türkischer Fußballspieler
- 15. Januar: Barbara Jean Blank, US-amerikanische Wrestlerin
- 16. Januar: Park Joo-ho, südkoreanischer Fußballspieler
- 16. Januar: Piotr Żyła, polnischer Skispringer
- 16. Januar: Adílson Warken, brasilianischer Fußballspieler
- 18. Januar: Sebastián Fuentes, uruguayischer Fußballspieler
- 19. Januar: Edgar Manutscharjan, armenischer Fußballspieler
- 20. Januar: Cemil Adıcan, türkischer Fußballspieler
- 20. Januar: Marco Simoncelli, italienischer Motorradrennfahrer († 2011)
- 21. Januar: Hanna Konsek, polnische Fußballspielerin
- 21. Januar: Kevin Kratz, deutscher Fußballspieler
- 22. Januar: Abdenour Amachaibou, deutscher Fußballspieler
- 24. Januar: Cristian Omar Maidana, argentinischer Fußballspieler
- 24. Januar: Luis Suárez, uruguayischer Fußballspieler
- 24. Januar: Davide Valsecchi, italienischer Automobilrennfahrer
- 24. Januar: Kia Vaughn, US-amerikanisch-tschechische Basketballspielerin
- 25. Januar: Maria Kirilenko, russische Tennisspielerin
- 26. Januar: Sebastian Giovinco, italienischer Fußballspieler
- 27. Januar: Andrea Consigli, italienischer Fußballspieler
- 27. Januar: Michael Marrone, australischer Fußballspieler
- 27. Januar: Jamel Saihi, tunesischer Fußballspieler
- 27. Januar: Roman Schischkin, russischer Fußballspieler
- 28. Januar: Alexandria Anderson, US-amerikanische Sprinterin
- 28. Januar: Steven O’Dor, australischer Fußballspieler
- 29. Januar: Alexander Weiß, deutscher Eishockeyspieler
- 30. Januar: Dario Venitucci, italienischer Fußballspieler
- 31. Januar: Dmitri Iljinych, russischer Volleyballspieler und Olympiasieger

### Februar

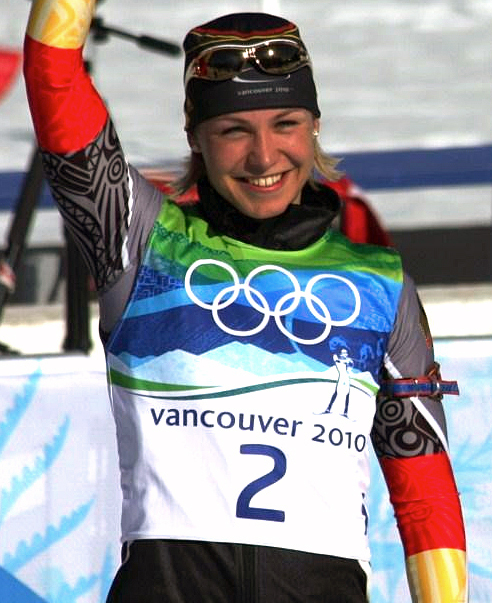
Magdalena Neuner

- 01. Februar: Giuseppe Rossi, italienischer Fußballspieler
- 02. Februar: Martín Núñez, uruguayischer Fußballspieler
- 02. Februar: Jonathan Rea, britischer Motorradrennfahrer
- 04. Februar: Lucie Šafářová, tschechische Tennisspielerin
- 04. Februar: Nikita Witjugow, russischer Schachspieler
- 05. Februar: Olli Pekkala, finnischer Skispringer
- 06. Februar: Olga Ovtchinnikova, kanadische Säbelfechterin
- 08. Februar: Jessica Jerome, US-amerikanische Skispringerin
- 08. Februar: Carolina Kostner, italienische Eiskunstläuferin
- 08. Februar: Moritz Weltgen, deutscher Handballspieler
- 09. Februar: Choe Kum-chol, nordkoreanischer Fußballspieler
- 09. Februar: Davide Lanzafame, italienischer Fußballspieler
- 09. Februar: Magdalena Neuner, deutsche Biathletin
- 09. Februar: Kristof Van Hout, belgischer Fußballspieler
- 09. Februar: Michael Wiemann, deutscher Fußballspieler
- 10. Februar: Chaz Davies, britischer Motorradrennfahrer
- 11. Februar: Robert Fleßers, deutscher Fußballspieler
- 12. Februar: Meghan Agosta, kanadische Eishockeyspielerin
- 12. Februar: Antonín Hájek, tschechischer Skispringer
- 12. Februar: Philipp Reuter, deutscher Handballspieler
- 13. Februar: Eljero Elia, niederländischer Fußballspieler

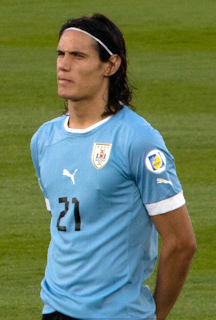
Edinson Cavani.

- 14. Februar: Edinson Cavani, uruguayischer Fußballspieler
- 14. Februar: Roman Kirejew, kasachischer Radrennfahrer
- 16. Februar: Malte Schröder, deutscher Handballspieler
- 17. Februar: Jan Molsen, deutscher Handballspieler
- 18. Februar: Michela Cerruti, italienische Automobilrennfahrerin
- 18. Februar: Cristian Tănase, rumänischer Fußballspieler
- 19. Februar: Ahmed Adly, ägyptischer Schach-Großmeister
- 19. Februar: Martin Büchel, liechtensteinischer Fußballspieler
- 20. Februar: Lene Mykjåland, norwegische Fußballspielerin
- 22. Februar: Sergio Romero, argentinisch-italienischer Fußballspieler
- 22. Februar: Johannes Theobald, deutscher Automobilrennfahrer
- 25. Februar: Justin Abdelkader, US-amerikanischer Eishockeyspieler
- 25. Februar: Olga Strelzowa, russische Bahnradsportlerin
- 26. Februar: Jauhen Sjahejewitsch Abramenka, belarussischer Biathlet
- 26. Februar: Sebastian Albert, deutscher Fußballspieler
- 26. Februar: Johan Plat, niederländischer Fußballspieler
- 26. Februar: Johan Sjöstrand, schwedischer Handballspieler
- 27. Februar: Anna Blässe, deutsche Fußballspielerin
- 27. Februar: Maximiliano Nicolás Moralez, argentinischer Fußballspieler
- 28. Februar: Antonio Candreva, italienischer Fußballspieler

### März

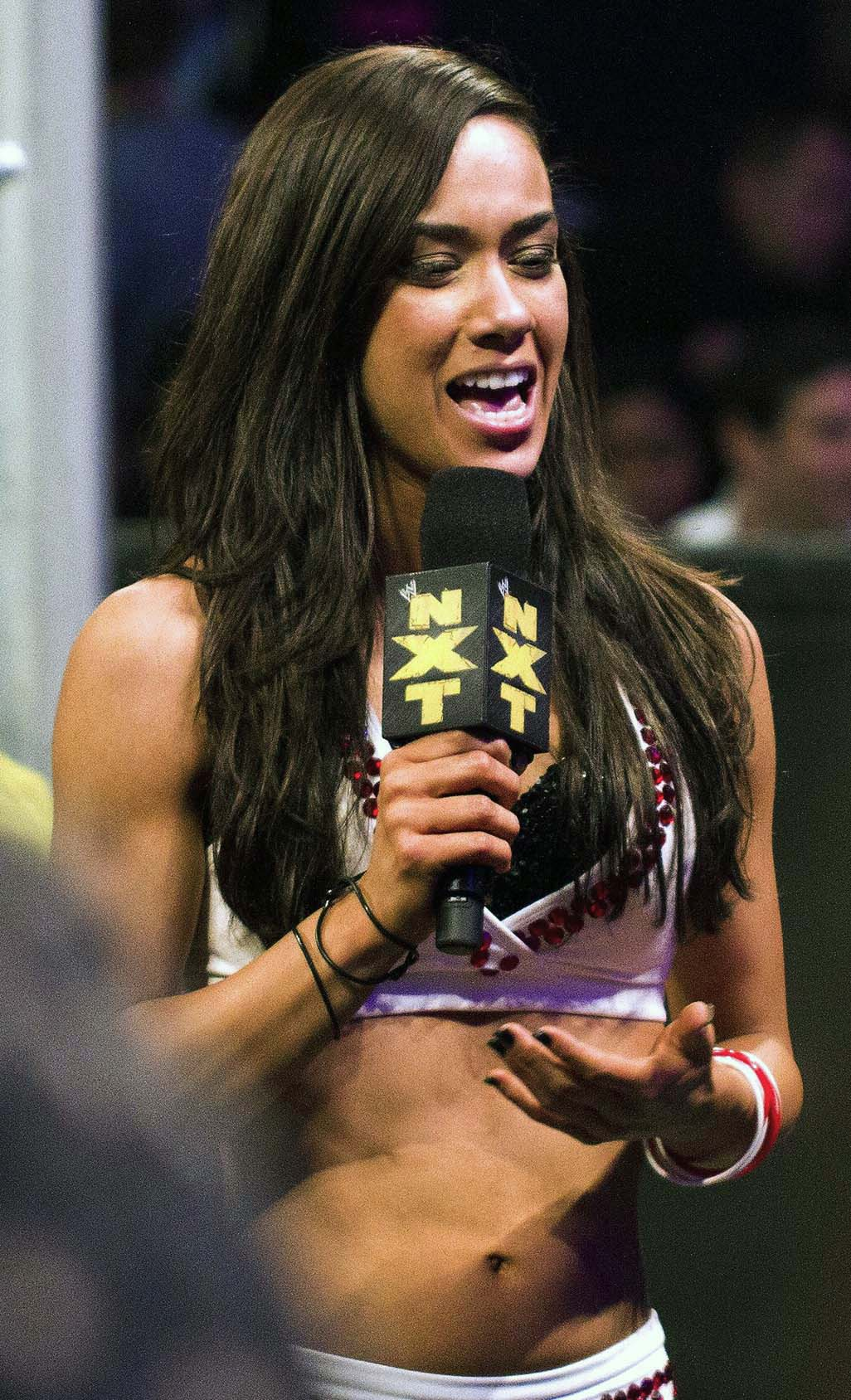
April Jeanette Mendez

- 01. März: Andreas Adityawarman, indonesischer Badmintonspieler
- 01. März: Emma Twigg, neuseeländische Ruderin
- 02. März: Jonas Jerebko, schwedischer Basketballspieler
- 02. März: Lisa Rashid, englische Fußballschiedsrichterassistentin
- 02. März: Xenija Sadorina, russische Sprinterin
- 03. März: Jacob Spoonley, neuseeländischer Fußballtorhüter
- 04. März: Brandon Wagner, US-amerikanischer Automobilrennfahrer
- 05. März: Blaž Kavčič, slowenischer Tennisspieler
- 05. März: Anna Tschakwetadse, russische Tennisspielerin
- 06. März: Kevin-Prince Boateng, deutsch-ghanaischer Fußballspieler
- 06. März: Christopher „Chris“ Grossman, australischer Fußballspieler
- 06. März: Lasse Kohnagel, deutscher Handballspieler
- 07. März: Andrea Ambrosi, italienischer Eishockeyspieler
- 08. März: Joonas Ikonen, finnischer Skispringer
- 08. März: Johann Rabie, südafrikanischer Radrennfahrer
- 11. März: Jong-ho An, nordkoreanischer Fußballspieler

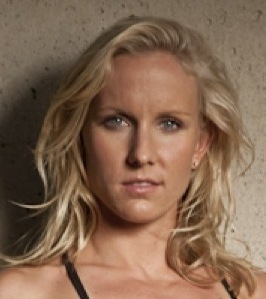
Jessica Hardy

- 12. März: Jessica Hardy, US-amerikanische Schwimmerin
- 12. März: Markus Noel, deutscher Handballspieler
- 12. März: Teymur Rəcəbov, aserbaidschanischer Schachgroßmeister
- 12. März: Wadim Schipatschow, russischer Eishockeyspieler
- 13. März: José Luis Abadín, spanischer Automobilrennfahrer
- 13. März: Marco Andretti, US-amerikanischer Automobilrennfahrer
- 13. März: Andreas Beck, deutscher Fußballspieler
- 13. März: Christoph Dübener, deutscher Handballspieler
- 13. März: Mauro Matías Zárate, argentinischer Fußballspieler
- 15. März: Juliane Höfler, deutsche Fußballspielerin
- 16. März: Paul-Max Walther, deutscher Fußballspieler
- 17. März: Federico Fazio, argentinischer Fußballspieler
- 18. März: Gabriel Mercado, argentinischer Fußballspieler
- 18. März: Arnd Peiffer, deutscher Biathlet
- 19. März: Dmitri Malyschko, russischer Biathlet und Olympiasieger
- 19. März: April Jeanette Mendez, US-amerikanische Wrestlerin
- 20. März: João Alves de Assis Silva, brasilianischer Fußballspieler
- 20. März: Nizamettin Çalışkan, türkischer Fußballspieler
- 24. März: Ruslan Sacharow, russischer Shorttracker und Olympiasieger
- 25. März: Jacob Bagersted, dänischer Handballspieler
- 25. März: Bruce Djite, australischer Fußballspieler
- 25. März: Raffaele De Rosa, italienischer Motorradrennfahrer
- 25. März: Robbin Ruiter, niederländischer Fußballtorwart
- 26. März: Robert Hans Folke Åhman-Persson, schwedischer Fußballspieler
- 26. März: Marco Buljević, deutscher Basketballspieler
- 26. März: Steven Fletcher, schottischer Fußballspieler
- 26. März: Larissa Korobeinikowa, russische Florettfechterin und Weltmeisterin
- 27. März: Sanne van Kerkhof, niederländische Shorttrackerin
- 29. März: Vojtěch Hačecký, tschechischer Radrennfahrer
- 30. März: Calum Elliot, schottischer Fußballspieler
- 30. März: Meike Weber, deutsche Fußballspielerin
- 31. März: Nordin Amrabat, niederländisch-marokkanischer Fußballspieler
- 31. März: K. Humpy, indische Schachspielerin

### April

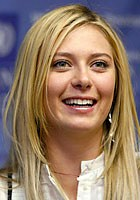
Marija Scharapowa

- 01. April: Ding Junhui, chinesischer Snooker-Spieler
- 01. April: Oliver Turvey, britischer Automobilrennfahrer
- 02. April: Nikki Adler, deutsche Boxerin
- 03. April: Glen Akama-Eseme, kamerunischer Fußballspieler
- 03. April: Eddie Ockenden, australischer Hockeyspieler
- 03. April: Julián Simón, spanischer Motorradrennfahrer
- 03. April: Salvatore Zizzo, US-amerikanischer Fußballspieler
- 04. April: Francesco Castellacci, italienischer Automobilrennfahrer
- 04. April: Sami Khedira, deutscher Fußballspieler
- 04. April: Konrad Reuland, US-amerikanischer American-Football-Spieler († 2016)
- 05. April: Max Grün, deutscher Fußballspieler
- 07. April: Herdeiro Lucau, schwedischer Handballspieler
- 07. April: Martín Cáceres, uruguayischer Fußballspieler
- 08. April: Nils Babin, deutscher Handballtorwart
- 08. April: Royston Drenthe, niederländischer Fußballspieler
- 08. April: Peter Hickman, britischer Motorradrennfahrer
- 08. April: Dario Vidosic, australischer Fußballspieler
- 09. April: Juliane Maier, deutsche Fußballspielerin
- 09. April: Blaise Matuidi, französischer Fußballspieler
- 09. April: Arman Serebrakian, US-amerikanisch-armenischer Skirennläufer
- 09. April: Evander Sno, niederländischer Fußballspieler
- 10. April: Oleksandr Rybka, ukrainischer Fußballspieler
- 15. April: Jenna Mohr, deutsche Skispringerin
- 16. April: Cenk Akyol, türkischer Basketballspieler
- 16. April: David Peters, US-amerikanischer Pokerspieler
- 17. April: Tom James, walisischer Rugbyspieler
- 18. April: Matthew Anderson, US-amerikanischer Volleyballspieler
- 18. April: Anthony Roux, französischer Radrennfahrer und Triathlet
- 18. April: Ivan Tričkovski, mazedonischer Fußballspieler
- 18. April: Sara Walzik, deutsche Handballspielerin
- 19. April: Joe Hart, englischer Fußballspieler
- 19. April: Alexandre Imperatori, Schweizer Automobilrennfahrer
- 19. April: Beatrice Mutai, kenianische Leichtathletin
- 19. April: Marija Jurjewna Scharapowa, russische Tennisspielerin
- 20. April: Hayden Paddon, neuseeländischer Rallyefahrer
- 21. April: Pietro Gandolfi, italienischer Automobilrennfahrer
- 21. April: Tobias Willers, deutscher Fußballspieler
- 23. April: Laura Philipp, deutsche Triathletin
- 24. April: Simone Corsi, italienischer Motorradrennfahrer
- 24. April: Anne Kaiser, deutsche Fußballspielerin
- 24. April: Rein Taaramäe, estnischer Radrennfahrer
- 24. April: Jan Vertonghen, belgischer Fußballspieler
- 25. April: Marcel Höttecke, deutscher Fußballtorhüter
- 26. April: Ha Jung-eun, südkoreanische Badmintonspielerin
- 26. April: Adrian Wöhler, deutscher Handballspieler
- 27. April: Alexandra Lacrabère, französische Handballspielerin
- 29. April: Sara Errani, italienische Tennisspielerin
- 30. April: Kazuya Ōshima, japanischer Automobilrennfahrer

### Mai

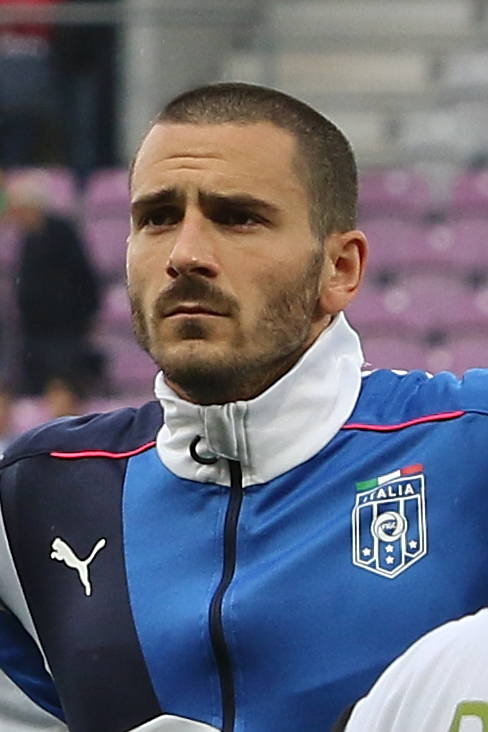
Leonardo Bonucci

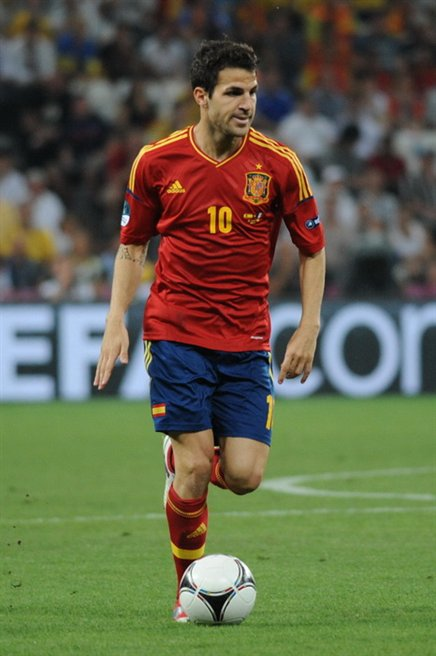
Cesc Fàbregas

- 01. Mai: Leonardo Bonucci, italienischer Fußballspieler
- 02. Mai: Johan Andersson, schwedischer Eishockeyspieler
- 02. Mai: Tochukwu Oluehi, nigerianische Fußballtorhüterin
- 04. Mai: Bryan Braman, US-amerikanischer American-Football-Spieler († 2025)
- 04. Mai: Cesc Fàbregas, spanischer Fußballspieler
- 04. Mai: Jorge Lorenzo, spanischer Motorradrennfahrer
- 05. Mai: Germán Voboril, argentinischer Fußballspieler
- 07. Mai: Jörn Neumeister, deutscher Fußballspieler
- 07. Mai: Stefan Read, kanadischer Skispringer
- 08. Mai: Felix Jones, US-amerikanischer American-Football-Spieler
- 09. Mai: Farshad Salehian, iranischer Radrennfahrer
- 12. Mai: Kassim Aidara, französisch-senegalesischer Fußballspieler
- 13. Mai: Antonio Adán Garrido, spanischer Fußballtorwart
- 13. Mai: Felix Kossler, deutscher Handballspieler
- 14. Mai: Adrián Daniel Calello, argentinischer Fußballspieler
- 14. Mai: Ina Kaplan, deutsche Poolbillardspielerin
- 14. Mai: François Steyn, südafrikanischer Rugbyspieler
- 15. Mai: Andy Murray, britischer Tennisspieler
- 17. Mai: Ulrike Gräßler, deutsche Skispringerin
- 17. Mai: Aleandro Rosi, italienischer Fußballspieler
- 18. Mai: Jaana Ehmcke, deutsche Schwimmerin
- 19. Mai: Waldemar Sobota, polnischer Fußballspieler
- 20. Mai: Taku Takeuchi, japanischer Skispringer
- 22. Mai: Michail Aljoschin, russischer Automobilrennfahrer
- 22. Mai: Novak Đoković, serbischer Tennisspieler
- 22. Mai: Rômulo, brasilianischer Fußballspieler
- 22. Mai: Zita Szucsánszki, ungarische Handballspielerin
- 22. Mai: Arturo Vidal, chilenischer Fußballspieler
- 25. Mai: Sanja Vujović, serbische Handballspielerin
- 25. Mai: Jackson Mendy, französischer Fußballspieler
- 25. Mai: Kamil Stoch, polnischer Skispringer
- 26. Mai: Daniel Lackner, österreichischer Skispringer
- 29. Mai: Daniela Ryf, Schweizer Triathletin
- 30. Mai: Andrew Charter, australischer Hockeytorhüter

### Juni
- 01. Juni: Bryan Staring, australischer Motorradrennfahrer
- 02. Juni: John Anderson, australischer Straßenradrennfahrer

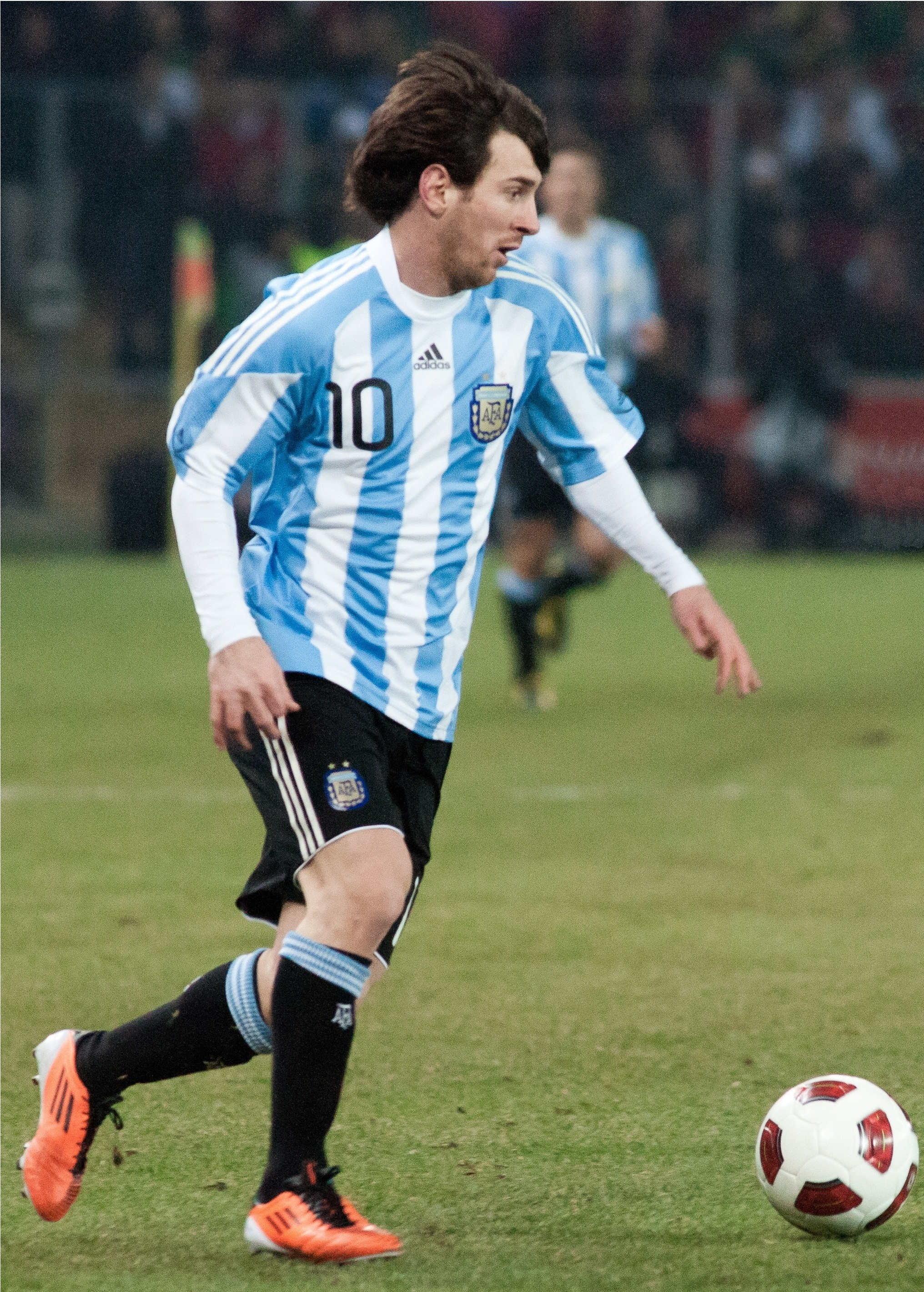
Lionel Messi

- 02. Juni: Simon Herold, deutscher Handballtorwart
- 02. Juni: Benjamin Kirsten, deutscher Fußballtorhüter
- 05. Juni: Robert Sweeting, US-amerikanischer Radrennfahrer
- 07. Juni: Maximilian Götzinger, deutscher Biathlet
- 09. Juni: Lenka Muclingerová, tschechische Skilangläuferin und Biathletin
- 10. Juni: Martin Harnik, österreichischer Fußballspieler
- 10. Juni: Kjell Köpke, deutscher Handballspieler
- 10. Juni: Jana Krause, deutsche Handballspielerin
- 10. Juni: Polina Kusnezowa, russische Handballspielerin und Olympiasiegerin 2016
- 11. Juni: Gonzalo Castro, deutscher Fußballspieler
- 12. Juni: Julia Dujmovits, österreichische Snowboarderin
- 12. Juni: Max Snegirjow, russischer Automobilrennfahrer
- 13. Juni: Alex Astaneh Lopez, irischer Schachspieler
- 14. Juni: Sam Pedlow, kanadischer Beachvolleyballspieler
- 16. Juni: Benjamin Lariche, französischer Automobilrennfahrer
- 17. Juni: Malick Bolivard, französischer Fußballspieler
- 17. Juni: Betina Riegelhuth, norwegische Handballspielerin
- 18. Juni: Raúl Marcelo Bobadilla, argentinischer Fußballstürmer
- 18. Juni: Vanessa Hegelmaier, deutsches Model
- 18. Juni: Jake Keough, US-amerikanischer Straßenradrennfahrer

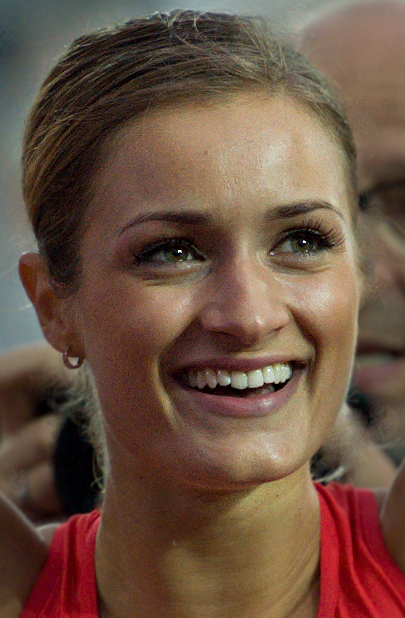
Christina Vukicevic

- 18. Juni: Christina Vukicevic, norwegische Leichtathletin
- 18. Juni: Amélie Wenger-Reymond, Schweizer Telemarkerin
- 19. Juni: Jekaterina Iljuchina, russische Snowboarderin
- 19. Juni: Marie Røpke, dänische Badmintonspielerin
- 20. Juni: Alexei Koroljow, kasachischer Skispringer
- 21. Juni: Nicolas Fettner, österreichischer Skispringer
- 21. Juni: Sabrina Jaquet, Schweizer Badmintonspielerin
- 22. Juni: Nikita Rukavytsya, ukrainisch-australischer Fußballspieler
- 23. Juni: Alessia Filippi, italienische Schwimmerin
- 24. Juni: Ronnie Aguilar, US-amerikanischer Basketballspieler
- 24. Juni: Lionel Messi, argentinischer Fußballspieler
- 24. Juni: Florian Ondruschka, deutscher Eishockeyspieler
- 25. Juni: Sandro Agricola, deutscher Eishockeytorwart
- 25. Juni: Claudio Corti, italienischer Motorradrennfahrer
- 26. Juni: Samir Nasri, französischer Fußballspieler
- 26. Juni: Ana Zaninović, kroatische Taekwondoin
- 26. Juni: Lucija Zaninović, kroatische Taekwondoin
- 27. Juni: Hamad Ahmed Al Fardan, bahrainischer Automobilrennfahrer
- 27. Juni: An Chol-hyok, nordkoreanischer Fußballspieler
- 27. Juni: Katharina Heinz, deutsche Skeletonpilotin
- 29. Juni: Marc-André Kruska, deutscher Fußballspieler
- 30. Juni: Kazushige Kirihata, japanischer Fußballspieler

### Juli

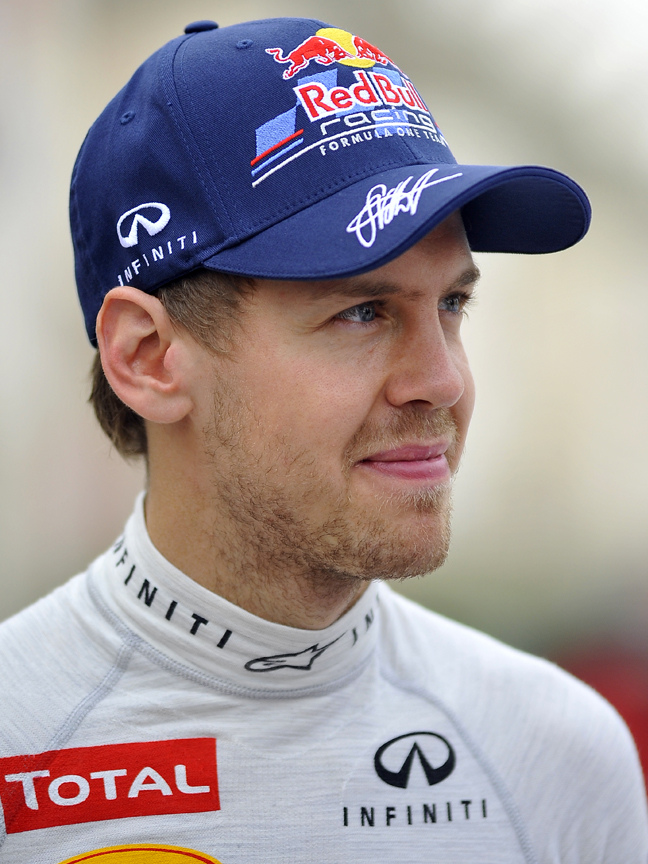
Sebastian Vettel

- 03. Juli: Mariano Tripodi, argentinischer Fußballspieler
- 03. Juli: Sebastian Vettel, deutscher Automobilrennfahrer
- 04. Juli: Andrei Samkowoi, russischer Boxer
- 04. Juli: Jason Smyth, irischer Leichtathlet
- 05. Juli: Irvette van Zyl, südafrikanische Langstreckenläuferin
- 07. Juli: Natalja Schljachtenko, russische Triathletin
- 08. Juli: Pedro Merino, spanischer Radrennfahrer
- 09. Juli: Matteo Rubin, italienischer Fußballspieler
- 09. Juli: Butrint Vishaj, österreichisch-albanischer Fußballspieler
- 10. Juli: Steffen Deibler, deutscher Schwimmer
- 10. Juli: Sandra Kleinjung, deutsche Handballspielerin
- 10. Juli: Jens Vortmann, deutscher Handballspieler
- 12. Juli: Arjan Haenen, niederländischer Handballspieler
- 12. Juli: Dominik Salz, deutscher Fußballspieler
- 13. Juli: Ulrika Toft Hansen, schwedische Handballspielerin
- 13. Juli: Witalij Konow, ukrainischer Badmintonspieler
- 14. Juli: Mateusz Kus, polnischer Handballspieler
- 15. Juli: Kang Soo-il, südkoreanischer Fußballspieler
- 16. Juli: Mousa Dembélé, belgischer Fußballspieler
- 17. Juli: Daniel Brands, deutscher Tennisspieler
- 17. Juli: Jan Charouz, tschechischer Automobilrennfahrer
- 17. Juli: Marcel Meyerdiercks, deutscher Boxer
- 17. Juli: Frida Tegstedt, schwedische Handballspielerin
- 18. Juli: Tontowi Ahmad, indonesischer Badmintonspieler
- 18. Juli: Chloé Graftiaux, belgische Sportkletterin († 2010)
- 18. Juli: Carlos Eduardo Marques, brasilianischer Fußballspieler
- 18. Juli: Claudio Ariel Yacob, argentinischer Fußballspieler
- 19. Juli: Jun’ya Koga, japanischer Schwimmer
- 21. Juli: Bashir Adam, deutscher Taekwondokämpfer
- 21. Juli: Antonina Kriwoschapka, russische Leichtathletin
- 21. Juli: Pjotr Tschaadajew, russischer Skispringer
- 22. Juli: Daniel Finkenstein, deutscher Handballspieler
- 23. Juli: Tobias Hahn, deutscher Handballspieler
- 23. Juli: Sarah Hawe, australische Ruderin
- 27. Juli: Julien Bérard, französischer Radrennfahrer
- 29. Juli: Robin Asterhed, schwedischer Fußballtrainer
- 29. Juli: Victor Butler, US-amerikanischer American-Football-Spieler
- 29. Juli: Yuhki Nakayama, japanischer Automobilrennfahrer
- 29. Juli: Ihar Tabola, belarussischer Biathlet
- 31. Juli: Lukas Runggaldier, italienischer Nordischer Kombinierer
- 31. Juli: Jānis Šmēdiņš, lettischer Volleyball- und Beachvolleyballspieler

### August

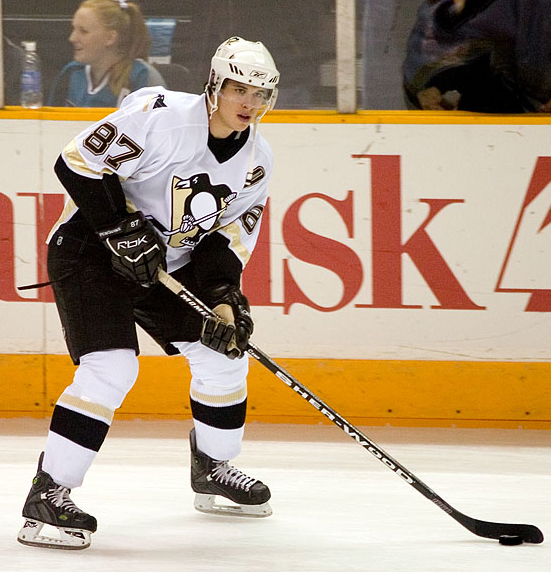
Sidney Crosby

- 01. August: Sébastien Pocognoli, belgischer Fußballspieler
- 04. August: James Jakes, britischer Automobilrennfahrer
- 05. August: Bachtijar Achmedow, russischer Ringer
- 05. August: Helena Fromm, deutsche Taekwondo-Kämpferin
- 05. August: Peter Panajotow, bulgarischer Radrennfahrer
- 05. August: Damian Rączka, polnischer Fußballspieler
- 07. August: Sidney Crosby, kanadischer Eishockeyspieler
- 08. August: Kwame Amoateng, schwedischer Fußballspieler
- 11. August: Maris Mägi, estnische Leichtathletin
- 12. August: Sigurbergur Sveinsson, isländischer Handballspieler
- 13. August: Devin McCourty, US-amerikanischer American-Football-Spieler
- 13. August: Jason McCourty, US-amerikanischer American-Football-Spieler
- 13. August: Rafael Suzuki, brasilianischer Automobilrennfahrer
- 15. August: Michel Kreder, niederländischer Radrennfahrer
- 15. August: Alexandra Ordina, russische Boxerin
- 15. August: Jessica Stenson, australische Leichtathletin
- 17. August: Martin Cikl, tschechischer Skispringer
- 18. August: Toby Price, australischer Motorradrennfahrer
- 19. August: Nico Hülkenberg, deutscher Automobilrennfahrer
- 20. August: Stefan Aigner, deutscher Fußballspieler
- 20. August: Justyna Kasprzycka, polnische Leichtathletin

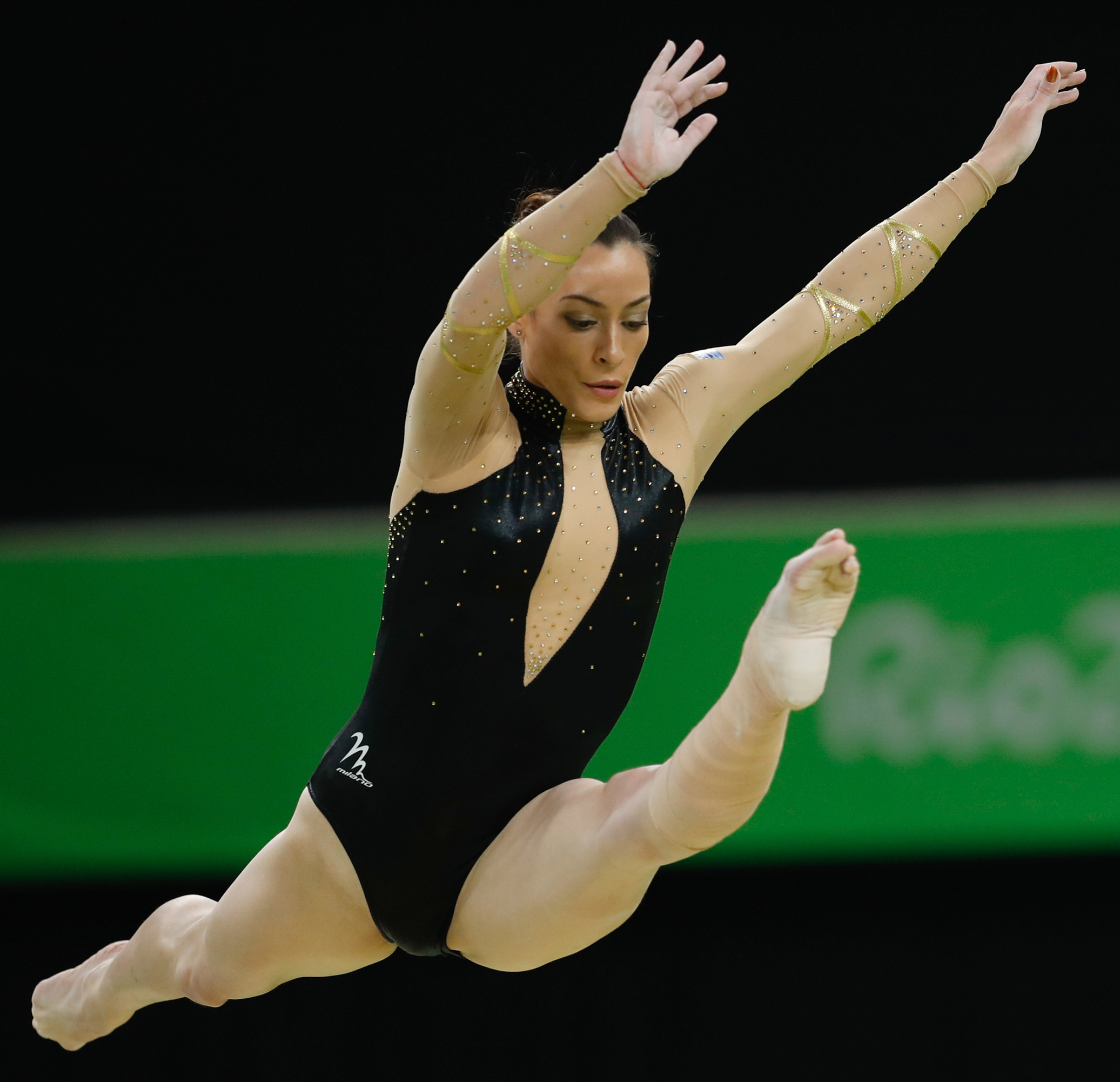
Cătălina Ponor

- 20. August: Cătălina Ponor, rumänische Kunstturnerin
- 21. August: Anton Schipulin, russischer Biathlet und Olympiasieger
- 21. August: Erik Simon, deutscher Skispringer
- 22. August: Nikola Aistrup, dänischer Bahn- und Straßenradrennfahrer
- 22. August: Apollo Crews, US-amerikanischer Wrestler
- 23. August: Murielle Ahouré, ivorische Sprinterin
- 23. August: Thomas Briels, belgischer Hockeyspieler
- 25. August: Ali Abdosh, äthiopischer Langstreckenläufer
- 25. August: Zahir Ali, indonesischer Automobilrennfahrer
- 25. August: Raffaele Bianco, italienischer Fußballspieler
- 25. August: Alexander Flemming, deutscher Tischtennisspieler
- 25. August: Ollie Hancock, britischer Automobilrennfahrer
- 25. August: Frederike Koleiski, deutsche Leichtathletin
- 26. August: Aljaksandr Martynowitsch, belarussischer Fußballspieler
- 26. August: Todor Ruskow, bulgarischer Handballspieler
- 27. August: Jordi Torres, spanischer Motorradrennfahrer
- 27. August: Nicky Verjans, niederländischer Handballspieler

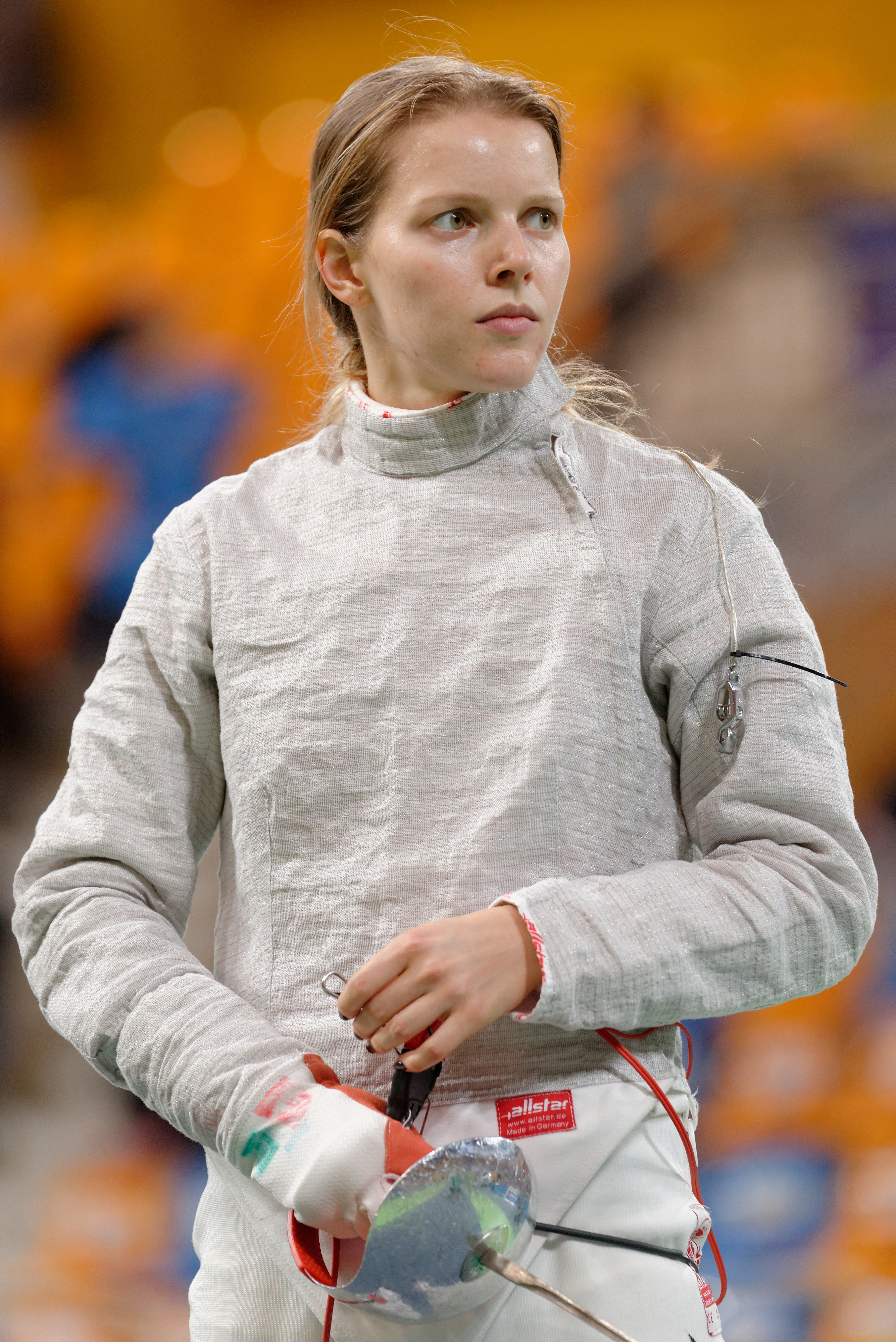
Jekaterina Djatschenko

- 31. August: Jekaterina Djatschenko, russische Säbelfechterin und Olympiasiegerin
- 31. August: Eric Botteghin, brasilianischer Fußballspieler

### September

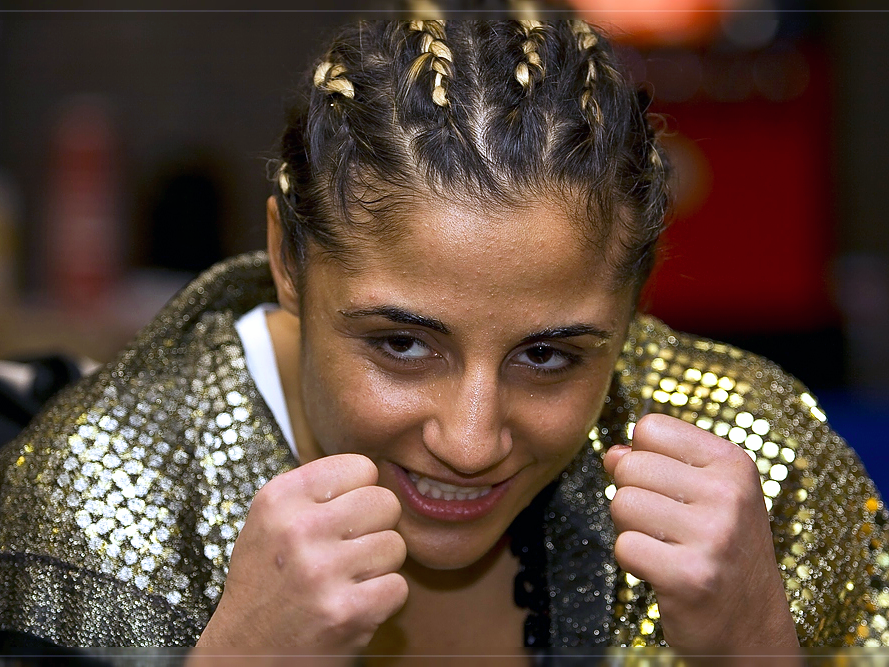
Susianna Kentikian

- 01. September: Alper Akçam, türkischer Fußballspieler
- 01. September: Ramon Leeuwin, niederländischer Fußballspieler
- 01. September: Denis Zargusch, russischer Ringer
- 02. September: Kim Carroll, australische Fußballspielerin
- 02. September: Rachael Gunn, australische Breakdancerin
- 05. September: Thalke Deters, deutsche Handballspielerin
- 05. September: Anne O’Shea, US-amerikanische Skeletonpilotin
- 05. September: Jhonatan Vaz, uruguayischer Fußballspieler
- 06. September: Andrea Lekić, serbische Handballspielerin
- 06. September: Anna Anatoljewna Pawlowa, russische Turnerin
- 07. September: Mohammad Ahsan, indonesischer Badmintonspieler
- 07. September: Víctor Rodríguez Soria, andorranischer Fußballspieler
- 09. September: Sebastian Colloredo, italienischer Skispringer
- 09. September: Andrea Petković, deutsche Tennisspielerin
- 10. September: Stefan Windscheif, deutscher Volleyball- und Beachvolleyballspieler
- 11. September: Robert Acquafresca, italienisch-polnischer Fußballspieler
- 11. September: Anže Damjan, slowenischer Skispringer
- 11. September: Kevin McCann, schottischer Fußballspieler
- 11. September: Susianna Kentikian, deutsche Boxerin
- 11. September: Michelle Sammons, südafrikanische Tennisspielerin
- 12. September: Kelvin Snoeks, niederländischer Automobilrennfahrer
- 13. September: Zwetana Pironkowa, bulgarische Tennisspielerin
- 15. September: Fjodor Tschudinow, russischer Boxer und WBA-Weltmeister im Supermittelgewicht
- 16. September: Lawrence Hill, US-amerikanischer Basketballspieler
- 16. September: Kyle Lafferty, nordirischer Fußballspieler
- 16. September: Mark O’Brien, australischer Radrennfahrer und Radsporttrainer
- 17. September: Julia Renner, deutsche Handballspielerin
- 18. September: Daniel Addo, ghanaischer Fußballspieler
- 18. September: Aykut Akgün, türkischer Fußballspieler
- 19. September: Nadine Thal, deutsche Fußballspielerin
- 20. September: Reza Ghoochannejhad, iranisch-niederländischer Fußballspieler
- 20. September: Deon McCauley, belizischer Fußballspieler
- 21. September: Marcelo Estigarribia, paraguayischer Fußballspieler
- 21. September: Femke Heemskerk, niederländische Schwimmerin
- 22. September: Tom Hilde, norwegischer Skispringer
- 23. September: Jay Bridger, britischer Automobilrennfahrer
- 26. September: Zlatko Junuzovic, österreichischer Fußballspieler
- 29. September: Daniel Abalo Paulos, spanischer Fußballspieler
- 29. September: Peter Jungwirth, deutscher Handballspieler

### Oktober
- 01. Oktober: Daniel Adlung, deutscher Fußballspieler
- 01. Oktober: Jean Tarcisius Batamboc, kamerunischer Leichtathlet
- 02. Oktober: Joe Ingles, australisch-britischer Basketballspieler
- 02. Oktober: Ruan Lufei, chinesische Schachspielerin
- 02. Oktober: Ricky Stenhouse junior, US-amerikanischer Automobilrennfahrer
- 03. Oktober: Johanna Ahlm, schwedische Handballspielerin
- 03. Oktober: Martin Plowman, britischer Automobilrennfahrer
- 04. Oktober: Juan Pablo Garcia, mexikanischer Automobilrennfahrer
- 04. Oktober: Jan Hochscheidt, deutscher Fußballspieler
- 05. Oktober: Foluke Antinuke Akinradewo, US-amerikanische Volleyballspielerin
- 05. Oktober: Rafael Capote, kubanisch-katarischer Handballspieler
- 05. Oktober: Kevin Mirallas, belgischer Fußballspieler
- 05. Oktober: Javier Villa, spanischer Automobilrennfahrer
- 07. Oktober: Sarah Ammerman, US-amerikanische Volleyballspielerin
- 08. Oktober: Ahmet Kulabas, deutsch-türkischer Fußballspieler
- 08. Oktober: Semir Štilić, bosnisch-herzegowinischer Fußballspieler
- 09. Oktober: Felix Herholc, deutscher Handballtorwart
- 09. Oktober: Abdelrahman Oraby, ägyptischer Boxer
- 09. Oktober: Kazushi Uchida, japanischer Fußballspieler
- 10. Oktober: James „Jimmy“ Downey, australischer Fußballspieler
- 11. Oktober: Musa Hajdari, kosovarischer Mittelstreckenläufer
- 11. Oktober: Ariella Kaeslin, Schweizer Kunstturnerin
- 11. Oktober: Pablo Mouche, argentinischer Fußballspieler
- 15. Oktober: Serge Ognadon Akakpo, togoisch-beninisch-französischer Fußballspieler
- 15. Oktober: Ahmed Belgasem, libyscher Radrennfahrer
- 15. Oktober: Sjarhej Betau, belarussischer Tennisspieler
- 15. Oktober: Nikolaj Dimitrow, bulgarischer Fußballspieler
- 15. Oktober: Ole Kittner, deutscher Fußballspieler
- 15. Oktober: Ott Tänak, estnischer Rallyefahrer
- 16. Oktober: Yang Fan, chinesischer Gewichtheber
- 17. Oktober: Hideto Takahashi, japanischer Fußballspieler
- 18. Oktober: Henri Moser, Schweizer Automobilrennfahrer
- 20. Oktober: Marcus Mørk, dänischer Handballspieler
- 20. Oktober: Eva Lennartz, deutsche Handballspielerin
- 22. Oktober: Mikkel Hansen, dänischer Handballspieler
- 24. Oktober: Wladlena Bobrownikowa, russische Handballspielerin und Olympiasiegerin 2016
- 24. Oktober: Anthony Vanden Borre, belgischer Fußballspieler
- 25. Oktober: Fabian Hambüchen, deutscher Gerätturner
- 25. Oktober: Samuel Gathimba, kenianischer Leichtathlet
- 26. Oktober: Abbas al-Marayati, finnischer Poolbillardspieler
- 27. Oktober: Ashley Nick, US-amerikanische Fußballspielerin
- 28. Oktober: Yoon Young-geul, südkoreanische Fußballtorhüterin
- 29. Oktober: Shun Itō, japanischer Fußballspieler
- 30. Oktober: Jekaterina Tudegeschewa, russische Snowboarderin
- 31. Oktober: Jean Karl Vernay, französischer Automobilrennfahrer
- 31. Oktober: Troy Hearfield, australischer Fußballspieler

### November

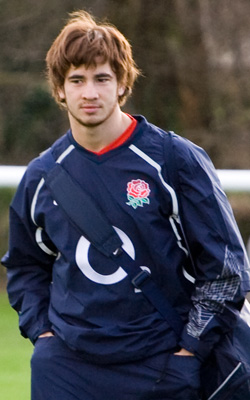
Danny Cipriani

- 01. November: Jordi Rubio Gómez, andorranischer Fußballspieler
- 02. November: Danny Cipriani, englischer Rugbyspieler
- 03. November: Dennis Krause, deutscher Handballspieler
- 08. November: Edgar Benítez, paraguayischer Fußballspieler
- 08. November: Andrei Gawrilow, russischer Eishockeytorwart
- 08. November: Eduardo Gurbindo, spanischer Handballspieler
- 08. November: Miroslav Holec, tschechischer Eishockeyspieler
- 08. November: Takashi Kobayashi, japanischer Automobilrennfahrer
- 08. November: Andreas Lukse, österreichischer Fußballtorwart
- 08. November: Greg Mansell, britischer Automobilrennfahrer
- 12. November: Jason Day, australischer Golfspieler
- 12. November: Nikolaj Pawlow, bulgarischer Fußballspieler
- 12. November: Anna Rudolf, ungarische Schachspielerin
- 13. November: Felix Roth, deutscher Fußballspieler
- 13. November: Rina Thieleke, deutsche Eiskunstläuferin
- 14. November: Ben Gastauer, luxemburgischer Radrennfahrer
- 15. November: Bruno Gama, portugiesischer Fußballspieler
- 15. November: Anders Krohn, norwegischer Automobilrennfahrer
- 18. November: Alexandra Singer, US-amerikanische Fußballspielerin
- 19. November: Feng Zhe, chinesischer Turner
- 19. November: Sebastian Steiner, österreichischer Vielseitigkeitsreiter († 2010)
- 22. November: Marouane Fellaini-Bakkioui, belgischer Fußballspieler
- 24. November: Mehmed Alispahić, bosnisch-herzegowinischer Fußballspieler
- 25. November: Odil Ahmedov, usbekischer Fußballspieler
- 25. November: Sergi Moreno Marin, andorranischer Fußballspieler
- 26. November: Matthew Ebden, australischer Tennisspieler
- 27. November: Ryan Hall, englischer Rugby-League-Spieler
- 29. November: Sandro Wagner, deutscher Fußballspieler
- 30. November: Wassilissa Bardina, russische Tennisspielerin

### Dezember
- 04. Dezember: Magdalena Krupa, polnische Naturbahnrodlerin
- 06. Dezember: Harald Schlegelmilch, lettischer Automobilrennfahrer
- 08. Dezember: Mickaël Pereira, französischer Fußballspieler
- 09. Dezember: Hikaru Nakamura, US-amerikanischer Schachgroßmeister
- 09. Dezember: Keri-Anne Payne, britische Schwimmerin
- 09. Dezember: Jeff Petry, US-amerikanischer Eishockeyspieler
- 09. Dezember: Ádám Szalai, ungarischer Fußballspieler
- 10. Dezember: Alexei Aksjonow, russischer Sprinter
- 10. Dezember: Gonzalo Higuaín, argentinischer Fußballspieler
- 11. Dezember: Markus Eggenhofer, österreichischer Skispringer
- 12. Dezember: Ákos Varga, ungarischer Badmintonspieler
- 14. Dezember: Netsanet Achamo Abeyo, äthiopische Langstrecken- und Hindernisläuferin
- 15. Dezember: Júlia Smidéliusz, ungarische Handballspielerin
- 16. Dezember: Olga Kurban, russische Siebenkämpferin
- 17. Dezember: Fabrizio Crestani, italienischer Automobilrennfahrer
- 18. Dezember: Miki Andō, japanische Eiskunstläuferin
- 18. Dezember: Anastassija Wassina, russische Beachvolleyballspielerin
- 19. Dezember: Karim Benzema, französischer Fußballspieler
- 21. Dezember: Harald Feuchtmann Perez, chilenischer Handballspieler
- 23. Dezember: Daniela Götz, deutsche Schwimmerin
- 24. Dezember: Michelle Bromley, australische Tischtennisspielerin
- 25. Dezember: Ma Qinghua, chinesischer Automobilrennfahrer
- 25. Dezember: Demaryius Thomas, US-amerikanischer American-Football-Spieler († 2021)
- 25. Dezember: Swetlana Zarukajewa, russische Gewichtheberin ossetischer Herkunft
- 28. Dezember: Matthias Schwarz, deutscher Fußballspieler
- 29. Dezember: Nadeschda Baschina, russische Wasserspringerin
- 29. Dezember: Kim Birke, deutsche Handballspielerin
- 29. Dezember: Yūhi Sekiguchi, japanischer Automobilrennfahrer
- 30. Dezember: Thomaz Bellucci, brasilianischer Tennisspieler
- 30. Dezember: Davis Curiale, italienischer Fußballspieler
- 30. Dezember: Jeanette Ottesen, dänische Schwimmerin
- 30. Dezember: Antonia Pütz, deutsche Handballspielerin
- 31. Dezember: Mohd Akmal Amrun, malaysischer Straßenradrennfahrer
- 31. Dezember: Fabricio Agosto Ramírez, gen. „Fabri“, spanischer Fußballspieler
- 31. Dezember: Jan Peveling, deutscher Handballspieler
- 31. Dezember: René Summer, österreichischer Fußballtorwart

## Gestorben

### Januar
- 05. Januar: Geoffrey Mason, US-amerikanischer Bobfahrer (* 1902)
- 07. Januar: Ferdinand Friedensbacher, österreichischer Skirennläufer und Skispringer (* 1911)
- 12. Januar: William Craner, britischer Leichtathlet (* 1906)
- 14. Januar: Óscar Bonfiglio, mexikanischer Fußballtorhüter, -trainer und -funktionär (* 1905)
- 17. Januar: Mario Checcacci, italienischer Ruderer (* 1910)
- 19. Januar: František Zajíček, tschechoslowakischer Wintersportler (* 1912)
- 21. Januar: Käthe Lettner, österreichische Skirennläuferin (* 1906)
- 22. Januar: Georges Buchard, französischer Degenfechter (* 1893)
- 23. Januar: Per Cederblom, schwedischer Schwimmer (* 1901)
- 25. Januar: Sven Lindqvist, schwedischer Fußballspieler und -funktionär (* 1903)
- 25. Januar: Frank Stack, kanadischer Eisschnellläufer (* 1906)
- 27. Januar: Lisl Richter-Perkaus, österreichische Leichtathletin (* 1905)

### Februar
- 07. Februar: Cyril Horn, britischer Eisschnellläufer und Radsportler (* 1904)
- 07. Februar: Tom Lavery, südafrikanischer Leichtathlet (* 1911)
- 09. Februar: Elio Bavutti, italienischer Radrennfahrer (* 1914)
- 12. Februar: Shōzō Makino, japanischer Schwimmer (* 1915)
- 17. Februar: Jaakko Friman, finnischer Eisschnellläufer (* 1904)
- 20. Februar: Willi Welscher, deutscher Leichtathlet (* 1906)
- 23. Februar: William Droegemueller, US-amerikanischer Leichtathlet (* 1906)
- 27. Februar: Reto Perl, Schweizer Eishockeyspieler (* 1923)

### März
- 01. März: Roger Leigh-Wood, britischer Leichtathlet (* 1906)
- 16. März: Christof Frommelt, liechtensteinischer Skilangläufer (* 1918)
- 17. März: Georg Lammers, deutscher Leichtathlet (* 1905)
- 17. März: Hjördis Töpel, schwedische Schwimmerin (* 1904)
- 18. März: Milorad Arsenijević, jugoslawischer Fußballspieler (* 1906)
- 18. März: Antun Banek, jugoslawischer Radrennfahrer (* 1901)
- 20. März: Joseph Fitzgerald, US-amerikanischer Eishockeyspieler (* 1904)
- 20. März: Ernst Karlberg, schwedischer Eishockeyspieler (* 1901)
- 26. März: Erich Römer, deutscher Eishockeyspieler und -trainer (* 1894)
- 28. März: Antonio Quarantotto, italienischer Schwimmer (* 1895)

### April
- 01. April: Henri Cochet, französischer Tennisspieler (* 1901)
- 03. April: Hans Cattini, Schweizer Eishockeyspieler (* 1914)
- 06. April: Bob Van Osdel, US-amerikanischer Leichtathlet (* 1910)
- 07. April: Dénes Pataky, ungarischer Eiskunstläufer (* 1916)
- 20. April: Arturo Torres, chilenischer Fußballspieler und -trainer (* 1906)
- 21. April: Patrick Martin, US-amerikanischer Bobfahrer (* 1923)
- 25. April: Jack Potts, britischer Leichtathlet (* 1906)
- 28. April: Paul Martin, Schweizer Leichtathlet (* 1901)
- 28. April: Rolf Monsen, US-amerikanischer Nordischer Kombinierer (* 1899)
- 30. April: Maurice Degrelle, französischer Leichtathlet (* 1901)
- 30. April: Walter Handschuhmacher, deutscher Schwimmer (* 1904)

### Mai
- 12. Mai: Delos Thurber, US-amerikanischer Leichtathlet (* 1916)
- 15. Mai: Elisabeth Bonetsmüller, deutsche Leichtathletin (* 1907)
- 18. Mai: Lucien Choury, französischer Radrennfahrer (* 1898)
- 23. Mai: Ernst Nagelschmitz, deutscher Fußballspieler (* 1902)

### Juni
- 02. Juni: Henry Palmé, schwedischer Leichtathlet (* 1907)
- 03. Juni: Jackie Fields, US-amerikanischer Boxer (* 1908)
- 04. Juni: Giovanni Kasebacher, italienisch-deutscher Skilangläufer (* 1910)
- 06. Juni: Burhan Atak, türkischer Fußballspieler und -schiedsrichter (* 1905)
- 07. Juni: István Adorján, ungarischer Radrennfahrer (* 1913)
- 10. Juni: August Eskelinen, finnischer Skisportler (* 1898)
- 12. Juni: Luis Duggan, argentinischer Polospieler (* 1906)
- 21. Juni: Erik Bisgaard, dänischer Ruderer (* 1890)
- 23. Juni: Jan de Looper, niederländischer Hockeyspieler (* 1914)
- 30. Juni: Thor Thorvaldsen, norwegischer Segler (* 1909)

### Juli
- 04. Juli: Michel Paccard, französischer Eishockeyspieler (* 1908)
- 11. Juli: Ville Mattila, finnischer Skilangläufer (* 1903)
- 15. Juli: Elis Sandin, schwedischer Skilangläufer (* 1901)
- 16. Juli: Nils Björklöf, finnischer Kanute (* 1921)
- 17. Juli: Kristjan Palusalu, estnischer Ringer (* 1908)
- 25. Juli: Werner Hamel, deutscher Hockeyspieler (* 1911)
- 27. Juli: George Julius Gulack, US-amerikanischer Turner, Turntrainer und Sportfunktionär (* 1905)

### August
- 01. August: Amilcare Canevari, italienischer Ruderer (* 1905)
- 02. August: Aileen Meagher, kanadische Leichtathletin (* 1910)
- 06. August: Georges Krotoff, französischer Leichtathlet (* 1906)
- 07. August: Vibeke Møller, dänische Schwimmerin (* 1904)
- 14. August: Giovanni Delago, italienischer Skilangläufer (* 1903)
- 14. August: Albert Mayaud, französischer Schwimmer und Wasserballspieler (* 1899)
- 19. August: Margot Moles, spanische Leichtathletin, Skirennläuferin und Schwimmerin (* 1910)
- 22. August: Arne Brustad, norwegischer Fußballspieler (* 1912)
- 23. August: Didier Pironi, französischer Autorennfahrer (* 1952)
- 24. August: Franz Dübbers, deutscher Boxer (* 1908)
- 24. August: Hans Fritsch, deutscher Leichtathlet (* 1911)
- 27. August: Peter Mehringer, US-amerikanischer Ringer und American-Football-Spieler (* 1910)
- 27. August: Aleksanteri Toivola, finnischer Ringer (* 1893)
- 29. August: Hans Eidenbenz, Schweizer Skisportler (* 1900)
- 30. August: Jacoba Stelma, niederländische Turnerin (* 1907)
- 31. August: Szilárd Kun, ungarischer Sportschütze (* 1935)

### September
- 10. September: Benjamin Howard Baker, britischer Leichtathlet und Fußballspieler (* 1892)
- 11. September: Väinö Sipilä, finnischer Leichtathlet (* 1897)
- 14. September: Octave Dayen, französischer Radrennfahrer (* 1906)
- 26. September: Ethel Catherwood, kanadische Leichtathletin (* 1908)
- 29. September: Christopher Boardman, britischer Segler (* 1903)
- 30. September: Hilary Skarżyński, polnischer Eishockeyspieler (* 1925)
- 000September: Midge Moreman, britische Turnerin (* 1902)

### Oktober
- 05. Oktober: Charlie Baillie, britischer Schwimmer (* 1902)
- 06. Oktober: Grete Heckscher, dänische Fechterin (* 1901)
- 15. Oktober: Gabriele Salviati, italienischer Leichtathlet (* 1910)
- 18. Oktober: Joseph Schauers, US-amerikanischer Ruderer (* 1909)
- 19. Oktober: Hermann Lang, deutscher Automobilrennfahrer (* 1909)
- 22. Oktober: Reni Erkens, deutsche Schwimmerin (* 1909)
- 26. Oktober: Francisco Juillet, chilenischer Radrennfahrer (* 1898)
- 000Oktober: Stane Bervar, jugoslawischer Skilangläufer (* 1905)
- 000Oktober: Wally Freeman, britischer Leichtathlet (* 1893)

### November
- 03. November: Wiggerl Kraus, deutscher Motorradrennfahrer (* 1907)
- 05. November: Willy Tschopp, Schweizer Leichtathlet (* 1905)
- 07. November: Arne Borg, schwedischer Schwimmer (* 1901)
- 08. November: Cecil Matthews, neuseeländischer Leichtathlet (* 1914)
- 17. November: Gladys Carson, britische Schwimmerin (* 1903)
- 23. November: Sekido Tsutomu, japanischer Skisportler, Skisporttrainer und -funktionär (* 1915)
- 24. November: John Norton, US-amerikanischer Wasserballspieler (* 1899)
- 26. November: Fritz Wurmböck, österreichischer Feldhandballspieler (* 1903)
- 27. November: Julius Rehborn, deutscher Wasserspringer (* 1899)
- 30. November: Hanni Rehborn, deutsche Wasserspringerin (* 1907)

### Dezember
- 14. Dezember: Georg Knöpfle, deutscher Fußballspieler und -trainer (* 1904)
- 16. Dezember: Alfons Bērziņš, lettischer Eisschnellläufer (* 1916)
- 16. Dezember: Giglio Bisagno, italienischer Schwimmer (* 1903)
- 21. Dezember: Ferdinand Glück, italienischer Skisportler (* 1901)
- 22. Dezember: Nils Eklöf, schwedischer Leichtathlet (* 1904)
- 25. Dezember: Harry Holm, dänischer Turner (* 1902)
- 29. Dezember: Knud Aage Jacobsen, dänischer Radrennfahrer (* 1914)
- 30. Dezember: Max Walter, deutscher Gewichtheber (* 1905)

### Datum unbekannt
- Oscar Casanovas, argentinischer Boxer (* 1914)
- Alfred König, österreichischer Leichtathlet (* 1913)
- Karl Weischedel, deutscher Turner (* 1907)